# Polykarbonat
Polykarbonat (også kaldet Hammerglass, Lexan, Makrolon) er et syntetisk fremstillet materiale. Det har gode optiske egenskaber og en skinnende overflade, hvilket udnyttes til bl.a. maskinafskærmning, indendørs vinduer, beskyttelse af bordplader og trappeværn.
Materialet har en stor slagfasthed og er næsten umuligt at slå i stykker. Desuden er det ikke brændbart under normale forhold. Det er samtidig meget velegnet som sikkerhedsglas.
Polykarbonat forveksles ofte med plexiglas, der er metyl-metakrylat CH2=C(CH3)-COOCH3.
Polykarbonat fremstilles af Bisfenol A.
| Kemi | Spire Denne artikel om kemi er en spire som bør udbygges. Du er velkommen til at hjælpe Wikipedia ved at udvide den. |